# 江村西线路所
江村西线路所是位于广东省广州市白云区江高镇江村的一个铁路线路所，位于江村站西南侧。有花广联络线、江荔联络线和广河高速铁路以及规划广永高速铁路联络线和贵广客运专线肇庆东联络线经过，不办理货运业务，客运仅办理通过业务。线路所距离广州白云站10公里，隶属中国铁路广州局集团。
2025年1月9日，江荔联络线江村西线路所至广州白云站段开通，本线路所随之启用。